# Jan II van de Werve

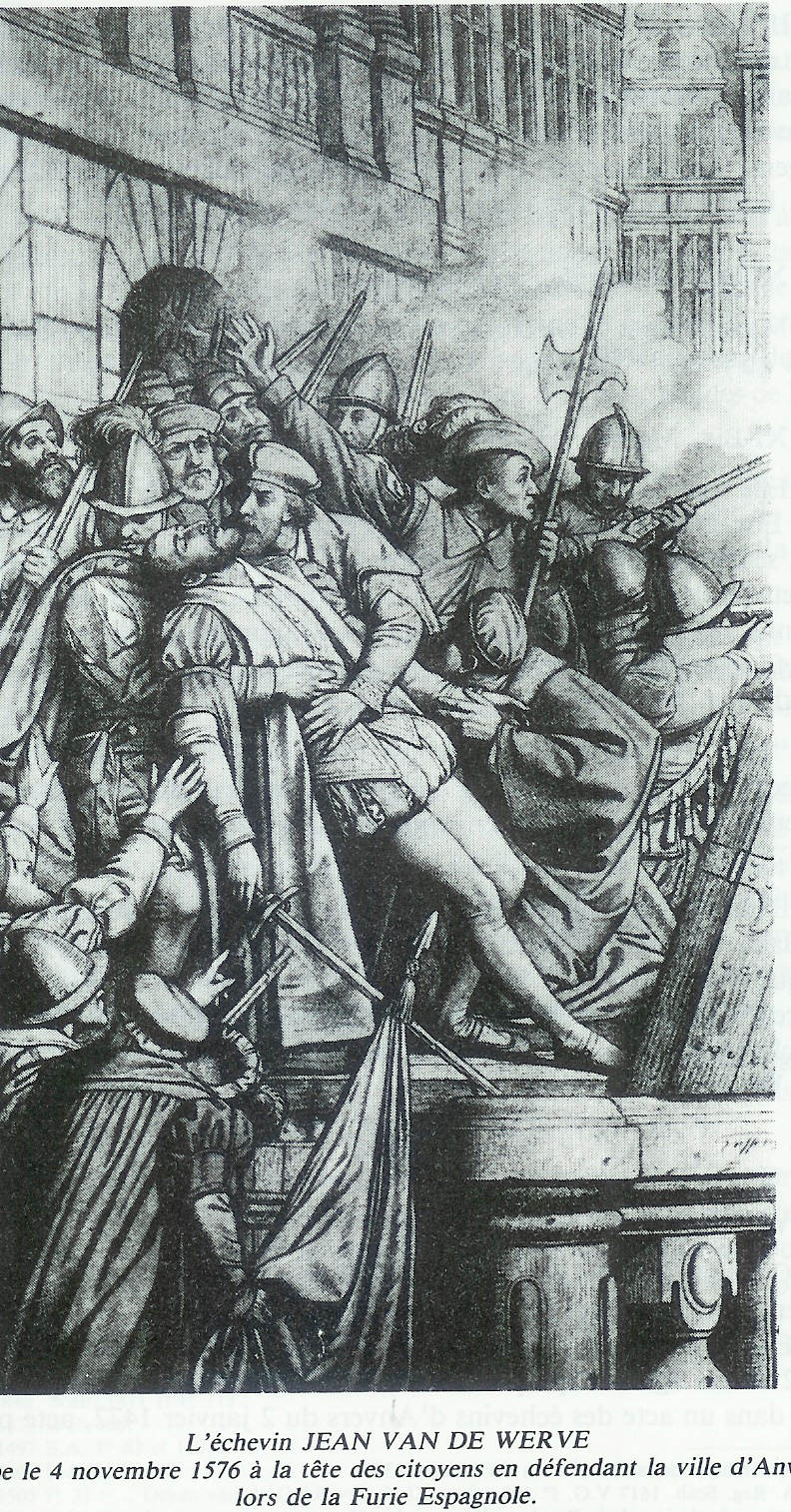
Jan II van de Werve sterft tijdens de Spaanse Furie

Jan II van de Werve (Antwerpen, 1522 – aldaar, 4 november 1576), heer van Hovorst, van Vierseldijk en van Boechout, stamde uit de oudste adellijke familie van Antwerpen. Hij was de zoon van Gerard van de Werve, ridder en burgemeester van Antwerpen, en van Jeanne de Beuckelaer (wier moeder hertrouwde met Antoon van Brabant, zoon van de zogenaamde Antoon de Bastaard, natuurlijke zoon van Filips van Saint-Pol, hertog van Brabant).
Hij werd in 1539 hoofdman van de Poorterij en in 1550 voor de eerste maal schepen van Antwerpen, en hij bekleedde ook dit ambt, toen hij in de Spaanse Furie gedood werd door de muitende soldaten van Filips II, wanneer hij zijn stad en haar inwoners wilde beschermen tegen plundering en geweld.

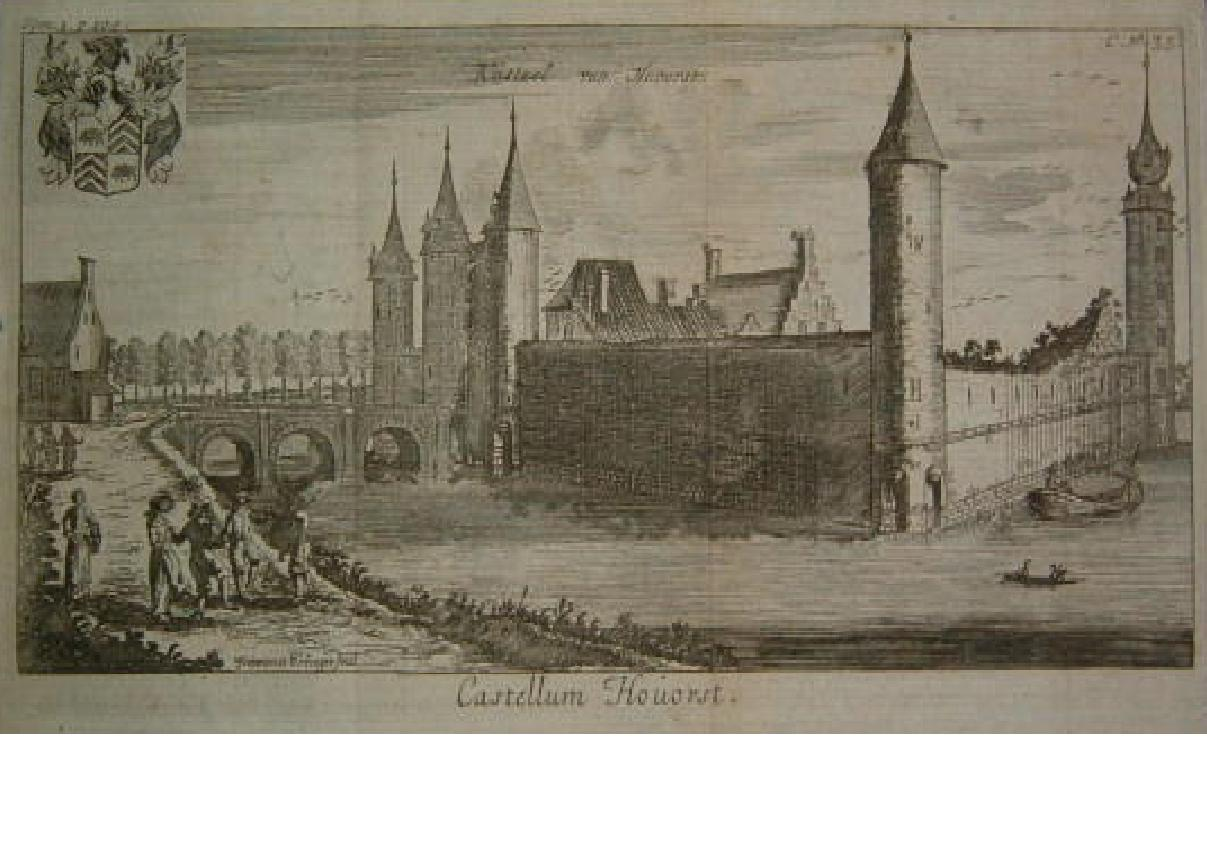
gravure van het kasteel van Hovorst

Zoals de meeste leden van zijn familie studeerde hij de rechten en werd vervolgens advocaat en lid van de stedelijke regering van zijn geboortestad. In deze beide functies zetelde hij in de rechtbanken, en vooral daar kon hij waarnemen hoezeer het Nederlands door bastaardwoorden werd ontsierd. Om dit kwaad tegen te gaan vormde hij het eerst de gedachte een woordenlijst op te stellen van de meestgebruikte vreemde uitdrukkingen, met de zuiver Nederlandse vertaling er naast en dit werk gaf hij in het licht onder de titel:
Het Tresoor der Duytscher talen: Een seer profijtelyck boeck voor alle de ghene: die de Latijnsche sprake ende meer andere niet en connen ende bysondere die het Recht hanteeren: Ghemaect van den Edelen ende hooghstammighen heere Heer Jan van de Werve, Ridder, Gheprint by Hans de Laet met previlegie van twee jaren. Ghegheven te Bruessele int jaer ons Heeren M.D. LII. den 9 Novembris. Onderteeckent P. de Lens. Gheprint Thantwerpen in de Camerstrate in den Salm by my Hans de Laet int Jaer M.D. LIII. Het nuttige boek moet zeer gezocht zijn geweest, want spoedig onderging het een herdruk onder de titel:Den Schat der Duytsscher talen: Een seer profijtelijc boeck voor alle de gene: die de Latijnsche sprake ende meer andere niet en connen, ende bysondere die het Recht hanteren: Ghemaect van den Edelen ende hoochstammighen heer, Heer Jan van de Werve, Ridder, Antw. 1559.
Ook deze uitgave werd weer spoedig door anderen opgevolgd, een bewijs dat de Antwerpse edelman in een ware behoefte had voorzien.
Hij trouwde driemaal: 
1. Isabelle Sallaert
2. Clara Rockox
3. Marguerite van Baexem van Achterluyten

Jan III van de Werve was de zoon van Jan II van de Werve en Marguerite van Baexem van Achterluyten.
- Gemeinsame Normdatei: 133454894
- Virtual International Authority File: 1202116
- WorldCat: E39PBJp67P3T7MTY6tQrdKMByd